# San Antonio de Palé
San Antonio de Palé – miasto w Gwinei Równikowej na wyspie Annobón. Jest stolicą prowincji Annobón i Dystryktu Annobón. Według danych szacunkowych, w 2008 miasto zamieszkiwało ok. 4 tys. ludzi.
Miasto nazywane jest również: Palé, Palea, San Antonio, San Antonio de Palea, São Antonio da Praia i San Antonio de la Playa.
Położone jest na północnym skrawku wyspy, na płaskim i suchym obszarze, otoczone przez pastwiska. Posiada lotnisko, molo, latarnię, centrum opieki medycznej, szkołę, stację radiową. W mieście działa także misja katolicka Klaretynów.

## Historia
Miasto zostało założone przez Portugalczyków, którzy przenieśli na wyspę niewolników z Afryki. Po traktatach San Ildefonso (1777) i (1778) Pardo, Hiszpanii i Portugalii, wyspa Annobón i inne portugalskie posiadłości w Zatoce Gwinejskiej przekazane zostały w hiszpańskie ręce. W tym czasie wyspa liczyła około 1500 mieszkańców.
W 1801 roku Anglicy, którzy mieli pozwolenie od Hiszpanii do kotwicy i zaopatrzyć się w wodę pitną, zbudowali małą fortecę. W 1827 roku, Hiszpania wynajęła powierzchnię  brytyjskiej bazy by przechwycić handlarzy niewolników płynących do Ameryki i przesiedlić uwolnionych niewolników.